# 伊朗—俄羅斯關係
伊朗—俄羅斯關係（波斯語：‎）即伊朗伊斯兰共和国和俄罗斯联邦之间的双边关系，两国之间的关系可追溯到16世纪初期。
由于俄罗斯和伊朗都均受到美国等西方国家的制裁，两国之间的双边关系与经贸往来不断加强。2023年12月5日，伊朗和俄罗斯签署一项协议，宣佈兩國要共同应对美國针对两国的制裁。2023年12月，俄羅斯和阿拉伯国家发表联合声明，质疑伊朗对波斯湾三個島嶼的主权要求后，伊朗外交部召见俄罗斯驻伊朗使馆临时代办抗议。

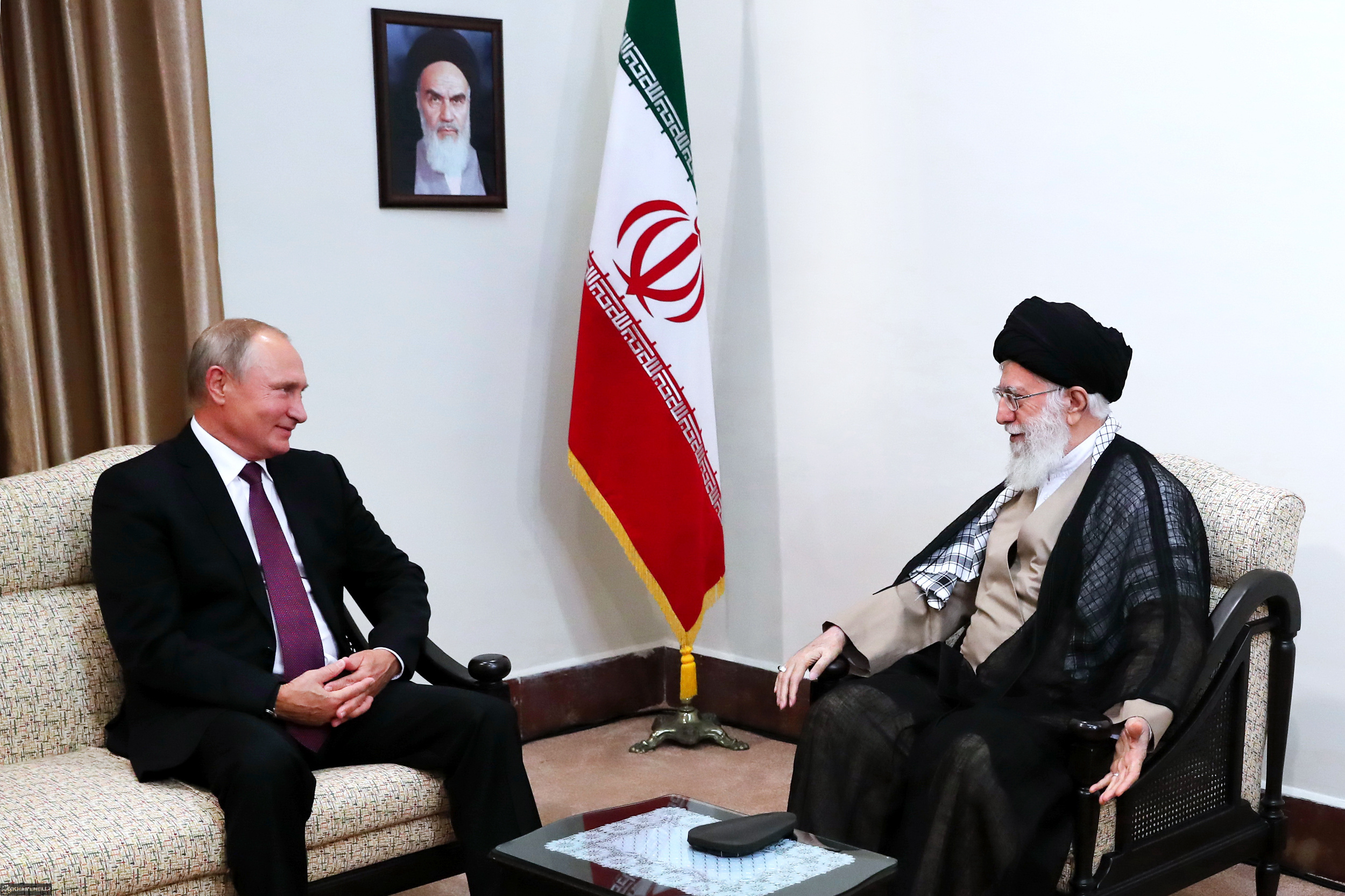
俄罗斯总统普京在2018年9月访问伊朗期间与伊朗最高领袖哈梅内伊会面

## 两国间合作
除了在石油领域的贸易与合作外，伊朗和俄罗斯还扩大了许多非能源相关的贸易联系，包括2009年1月的一项大型农业协定和2008年12月的电信合同。2010年7月，伊朗和俄罗斯签署了一项协议，以加强两国在发展能源部门方面的合作。该协议的特点包括建立一个联合石油交易所，该交易所的石油日总产量高达1 500万桶，有可能成为全球领先的市场。 俄罗斯天然气工业股份公司和卢克石油等已越来越多地参与伊朗的石油和天然气项目。
2005年，俄罗斯是伊朗的第七大贸易伙伴，对伊朗出口总额的5.33%来自俄罗斯。两国的贸易关系从2005年的10亿美元增加到2008年的37亿美元。汽车、水果、蔬菜、玻璃、纺织品、塑料、化学品、手工编织地毯、石材和石膏产品是伊朗出口到俄罗斯的主要除石油以外的产品。
2022年7月19日，俄罗斯和伊朗签署400亿美元协议，是伊朗经济界最大规模外国投资协议。當天伊朗外汇市场启动伊朗里亚尔/俄罗斯卢布货币交易。俄羅斯總統普京表示，俄伊2022年双边贸易额增长20%，双边贸易额达约50亿美元。
2022年俄羅斯入侵烏克蘭期間，俄羅斯使用伊朗提供的無人機轟炸烏克蘭。2023年3月，伊朗決定向俄羅斯購買苏-35战机。
2024年11月11日，伊朗和俄罗斯两国银行支付系统连接，這意味著伊朗和俄羅斯民眾可以在對方國家使用本國银行卡提取對方國家貨幣。
2025年1月17日，俄罗斯與伊朗签署全面战略伙伴关系条约。